# Sinopoda chongan
Sinopoda chongan är en spindelart som beskrevs av Xu, Yin och Peng 2000. Sinopoda chongan ingår i släktet Sinopoda och familjen jättekrabbspindlar. Inga underarter finns listade i Catalogue of Life.